# Antoine de Goignies
Antoine de Goignies (ou de Gougnies ou de Gognies ou de Gongnies), né probablement entre 1520 en 1532 et mort probablement en 1599, est un noble hainuyer ayant une longue carrière militaire dans les Pays-Bas habsourgeois.

## Biographie
Antoine de Goignies est probablement le cadet d'une famille de la petite noblesse du Hainaut. Son père est peut-être Antoine de Gougnies, seigneur d'Arquennes. Sa première expérience miliaire remonte au règne de l'empereur Charles Quint, et il monte progressivement en grade. Ainsi, lors de la grande victoire sur l'armée française en 1557 à la bataille de Saint-Quentin, il commande les lanciers de l'armée espagnole.
En 1562, Antoine de Goignies devient seigneur de Vendegies, qui appartient jusqu'alors à la famille Montmorency-Horne, et devient également gouverneur du Quesnoy. Par la suite, il devient également seigneur de Baudegnies et de la Chapelle.
En 1576, il fait partie de la suite de Charles d'Arenberg, qui, par ordre du roi Philippe II d'Espagne, va féliciter la cour de France pour la naissance de Marie-Élisabeth de Valois, fille de Charles IX de France et d'Élisabeth d'Autriche.
Dans le chaos qui suit la mort du gouverneur Requesens, Antoine de Goignies passe dans le camp des États généraux. Ainsi, il se précipite au secours d'Anvers menacé, mais après la défaite des citoyens anversois (novembre 1576), il est fait prisonnier.
Après sa libération, il est fait maréchal de l'armée des États généraux, qu'il commande lorsque Don Juan d'Autriche rompt la paix en s'emparant de la citadelle de Namur (juillet 1577), qui mène à la bataille de Gembloux (janvier 1578).
Lors de cette bataille, l'armée des États généraux, bien que nombreuse, est inexpérimentée et apparemment indisciplinée, et difficile à diriger car formée de troupes disparates (anglaises, écossaises, hollandaises, wallonnes, allemandes et françaises). Elle ne fait pas le poids face aux tercios espagnols, beaucoup plus expérimentés, et est écrasée en peu de temps. Dans la débâcle, Antoine de Goignies est fait prisonnier de guerre.
Emprisonné à Namur, il est libéré après que la plupart des provinces du sud se sont de nouveau soumises au roi Philippe II d'Espagne. Antoine de Goignies repasse alors au service de l'Espagne, d'abord au sein du Conseil privé du duc de Parme, Alexandre Farnèse, puis en tant que gouverneur de Bruxelles après la conquête de la ville en 1585.
Antoine de Gougnies meurt en 1599. Sa fille Antoinette hérite de Verdegies, tandis que sa fille Michelle hérite des seigneuries de Baudegnies et de la Chapelle.

## Descendance
Antoine de Gougnies est marié à Marie d'Esclaibles.
De cette union sont nés :
- Antoinette, mariée le 21 août 1592 à Louis de Beauffort
- Michelle, mariée à Ferry de Carrondelet, seigneur de Potelle, probablement un descendant de Ferry Carondelet.
- Antoine, capitaine des lanciers comme son père, mort sans descendance.